# Matthieu Debisschop
Matthieu Debisschop (29 februari 1984) is een Franse voetballer die bij voorkeur als verdediger speelt. Hij verruilde in juli 2013 RAEC Mons voor SC Feignies.

## Spelerscarrière
| seizoen | club        | land      | competitie         | weds | goals |
| ------- | ----------- | --------- | ------------------ | ---- | ----- |
| 2001-02 | Lille OSC   | Frankrijk | Ligue 1            | 0    | 0     |
| 2002-03 | Lille OSC   | Frankrijk | Ligue 1            | 0    | 0     |
| 2003-04 | Lille OSC   | Frankrijk | Ligue 1            | 0    | 0     |
| 2009-10 | SC Feignies | Frankrijk | CFA2               | 13   | 4     |
| 2010-11 | RAEC Mons   | België    | Tweede Klasse      | 30   | 0     |
| 2011-12 | RAEC Mons   | België    | Jupiler Pro League | 14   | 0     |
| 2012-13 | RAEC Mons   | België    | Jupiler Pro League | 16   | 0     |
| 2013-14 | SC Feignies | Frankrijk | CFA2               | 20   | 0     |
| 2014-15 | SC Feignies | Frankrijk | CFA2               | 10   | 0     |
|         |             |           | Totaal             | 103  | 4     |